# Melchior Trost
Melchior Trost (* um 1500; † 9. Februar 1559 in Dresden) war ein deutscher Steinmetz, Brückenherr und Baumeister, der im Kurfürstentum Sachsen, vor allem in Dresden, tätig war.
Trost baute 1527/1528 das erste Neustädter Rathaus in Altendresden. Im Jahr 1545 wurde er zum Festungsbaumeister ernannt. Nach der Vermauerung des Seetors baute Trost den Turm zu einem Gefängnis um. Ab dem Jahr 1551 baute er die Schlosskapelle im Dresdner Residenzschloss nach dem Vorbild der Torgauer Schlosskapelle im Stile der italienischen Hochrenaissance.
Im Jahr 1550 wurde Trost zum Brückenbaumeister ernannt. Von 1553 bis 1555 baute er das sogenannte Schöne Tor, das Brückentor der Dresdner Elbbrücke. Ab 1559 war er an Planungen und Bau des Dresdner Zeughauses, des späteren Albertinums, beteiligt.

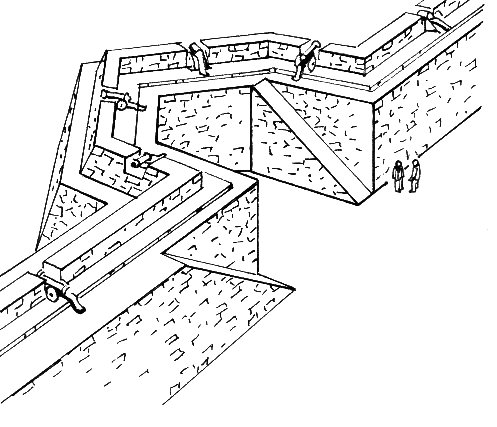
Zeichnung eines Ausschnitts aus einer Bastion, bzw. Bastionärsystem

Trost baute die Dresdner Befestigungsanlagen zu einem modernen Verteidigungssystem nach italienisch-niederländischem Vorbild nach Plänen von Caspar Vogt von Wierandt um. Baubeginn der Dresdner Befestigungsanlagen im Bereich des heutigen Museum Festung Dresden war 1546. Dresden erhielt damals unter der Anleitung der beiden Bauleiter von Wierandt und Trost als eine der ersten deutschen Städte eine Festung im Bastionärsystem. Um 1550 wurde im Zuge dieser Bauarbeiten das bis heute im Museum erhaltene Ziegeltor errichtet, um 1553 dann die Kleine Bastion, die bis heute als kleiner Vorsprung der Außenmauer der Brühlschen Terrasse sichtbar ist.
Außerhalb Dresdens war Trost unter anderem an den Schlossbauten in Pirna-Sonnenstein und Torgau beteiligt.
Trost starb 1559 und wurde in einem Schwibbogengrab auf dem Frauenkirchhof bestattet, dem Friedhof der alten Frauenkirche. Sein Grabmal mit drei Standkaryatiden wurde von Hans Walther geschaffen; es befindet sich heute im Stadtmuseum Dresden.
Seine Tochter Margarethe starb zwanzigjährig und war eine Ehefrau des Johann Jenitz.